# Cypripedium fasciculatum
Cypripedium fasciculatum är en orkidéart som beskrevs av Albert Kellogg. Cypripedium fasciculatum ingår i släktet guckuskor, och familjen orkidéer. Inga underarter finns listade i Catalogue of Life.

## Bildgalleri

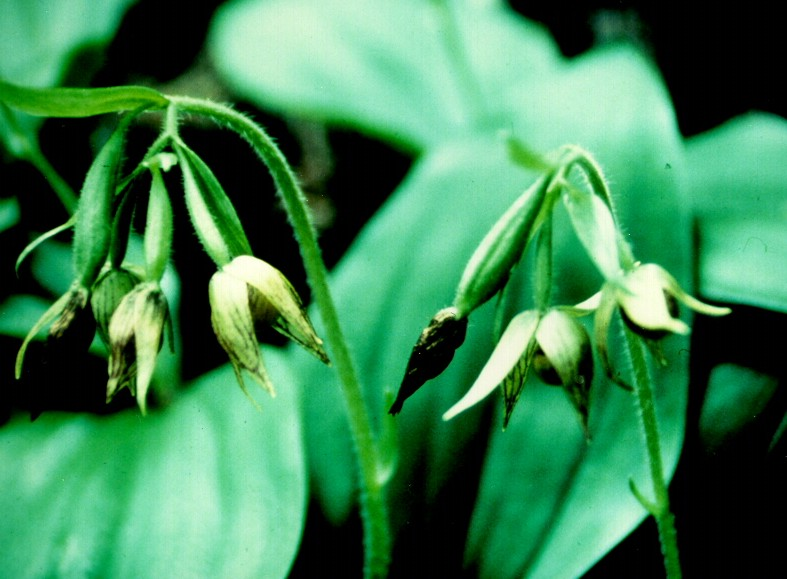
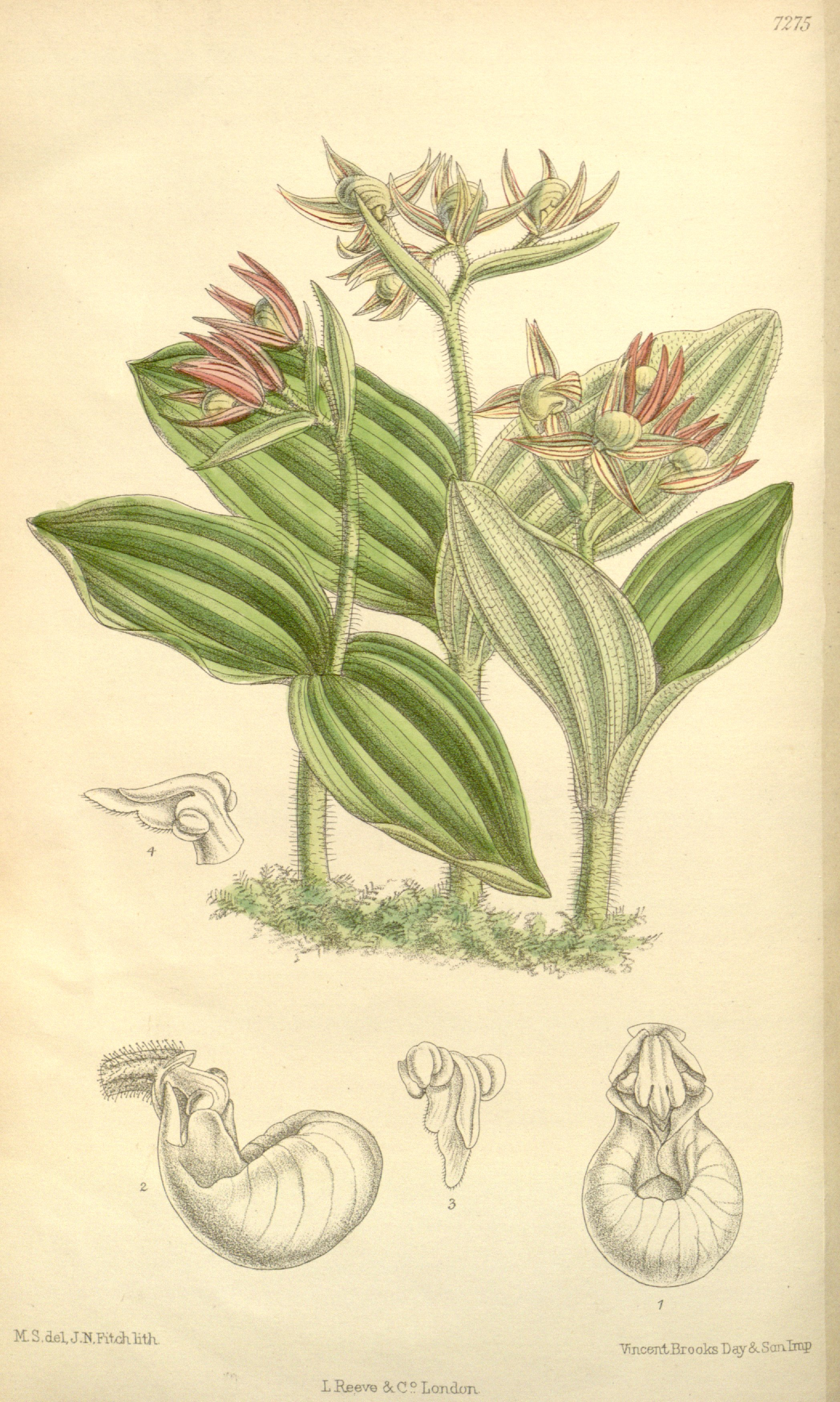